# 三沢村清
三沢 村清（みさわ むらきよ）は、仙台藩一門第十一席・前沢三沢家第3代当主。

## 生涯
宝永4年（1707年）、元中津山藩主伊達村和の次男として生まれ、幼名を中村亥子之助と名乗る。叔父・三沢村為（むらため）の養子となる。
父村和は、元禄12年（1699年）9月、土器町事件により改易され、兄の仙台藩主伊達綱村にお預けとなり、宮城郡野村に逼塞していた。享保4年（1719年）、村和の罪が赦免される。享保5年（1720年）に兄伊達村詮が一門の待遇を受け、村清も享保7年（1722年）、母の実家の一門三沢家を相続することとなる。享保8年（1723年）、藩主吉村の加冠で元服し、一文字拝領を受けて村清と名乗る。
村清は、領内の三沢家菩提所の西岩寺に釈迦堂を造り、本尊釈迦如来像を安置した。この像は、実父村和から拝領したもので、村和の生母三沢初子が信仰した像の1つであり、3つの釈迦如来像を香木で造り、それぞれ綱村、村和、宗贇の3兄弟に与えたものであった。
宝暦9年（1759年）、長病のため従兄弟（叔父・伊達村望の子）の村保（むらやす）が養子となって当主の名代を務めた。明和元年（1765年）12月11日死去。